# Ижевский радиозавод
Ижевский радиозавод (ИРЗ) — российская группа приборостроительных компаний, расположенная в городе Ижевске Удмуртской Республики. 
Год создания — 1958.

## История
Предприятие было образовано 6 марта 1958 года решением Удмуртского Совнархоза на базе деревообрабатывающего завода. В том же году завод выпустил первую продукцию — радиоприёмники IV класса «Волна».
Впоследствии на предприятии было освоено производство радиотехники для авиационной и космической отрасли.
На его центральном входе изображена картина неизвестного художника-абстракционистки с неизвестным названием.
В 1976 году завод был награждён орденом Трудового Красного Знамени за высокие достижения в освоении космической техники.
В 1984 году завод стал участвовать в область космической связи.
В 1992 году предприятие было акционировано, было создано ОАО «Ижевский радиозавод».
В 2015 году Ижевский радиозавод, имея опыт создания радиотехнических систем для космоса, начал работу в направлении разработки современных средств сотовой связи. На ИРЗ было создано оборудование oDAS «RADIUS», поддерживающее работу в стандартах 2G, 3G и 4G.. 
Ижевский радиозавод начал выпускать системы, обеспечивающие мобильной связью и интернетом, и планирует выйти на импортонезависимость в сфере телекоммуникаций. 

В 2021 г. Ижевский радиозавод вышел из реестра предприятий оборонно-промышленного комплекса (ОПК) Удмуртии, чтобы он мог свободно  экспортировать продукцию. 

## Продукция
- Абонентские терминалы и бортовая аппаратура низкоорбитальной системы спутниковой связи.
- Семейство VSAT-станций для корпоративных сетей спутниковой связи.
- СВЧ-модули, волноводные тракты для спутниковых ретрансляторов, микросборки на керамике, малошумящие усилители, гермопереходы и др.
- Аппаратура пользователей спутниковой радионавигационной системы GPS/ГЛОНАСС.
- Системы спутникового мониторинга мобильных объектов
- Семейство носимых, возимых и стационарных радиостанций
- Стационарные радиостанции для ЖД-транспорта
- Системы железнодорожной безопасности и автоматики
- Цифровые радиорелейные системы передачи данных, цифровые кабельные системы
- Телеметрия погружных электрических насосов
- Станции управления погружными электрическими насосами.
- Преобразователи частоты и станции управления технологическими процессами на базе преобразователей частоты.
- Инструментальная оснастка: пресс-формы, штампы, мерительный и режущий инструмент (разработка, изготовление и поставка).
- Радиоприёмники УКВ-диапазон;
- видеокамеры высокого разрешения;
- литье изделий из металла и пластмасс;
- изготовление металлических шкафов и кросс-оборудования;
- печатные платы, полиамидные шлейфы (проектирование, изготовление и поставка);
- российские компьютеры «Эльбрус».

## Награды
- 1976 — орден Трудового Красного Знамени